# Spaklerweg metróállomás
A Spaklerweg metróállomás az amszterdami metró 51-es, 53-as és 54-es vonalán. Egyike a négy megállónak az amszterdami metró vonalain, ahol három metró is megáll. Az 51-es vonal itt válik le az 53-as és az 54-es vonalról, az után, hogy az egész vonalon együtt futottak a Centraal Stationtől. A legközelebbi állomások az Overamstel és a Van der Madeweg metróállomások, illetve az Amstel vasútállomás. 1990 és 2019 között a régi 51-es Amstelveen-vonal állomása is volt, aminek a végállomása délen a Westwijk megálló volt.

## Átszállási kapcsolatok
| 51 (Centraal Station ↔ Isolatorweg) |                        |                         |
| 53 (Centraal Station ↔ Gaasperplas) |                        |                         |
| 54 (Centraal Station ↔ Gein)        |                        |                         |
| Állomás                             | Átszállási kapcsolatok | Fontosabb létesítmények |
| Spaklerweg                          | N85                    | Park Somerlust          |